# Halter (insect)
De halters (ook wel kolfjes genoemd) zijn de tot kleine, soms knotsvormige orgaantjes getransformeerde achtervleugels bij tweevleugeligen (Diptera), die uit de metathorax steken en die vooral bij de langpootmuggen nog zeer makkelijk waarneembaar zijn, alsook de tot traanvormige orgaantjes gereduceerde voorvleugels op de mesothorax bij waaiervleugeligen (Strepsiptera).
Ze hebben een functie bij het evenwicht en de vluchtstabilisatie: de halters blijven namelijk in hetzelfde vlak trillen wanneer het insect tijdens de vlucht van richting verandert, waardoor een spanning ontstaat die wordt doorgegeven aan de zenuwcellen, zodat het insect bemerkt dat het afwijkt van de rechte, horizontale vlucht.

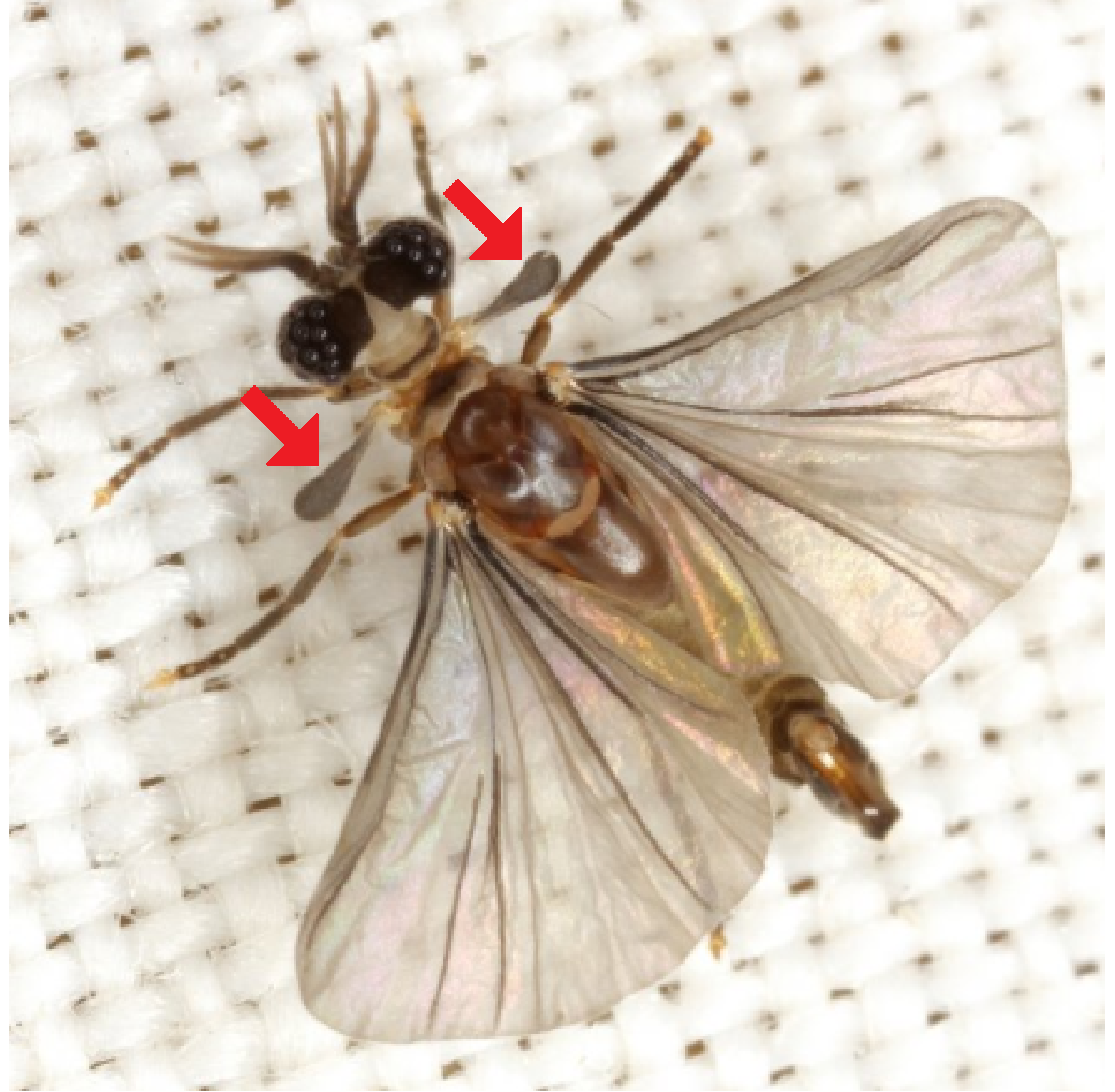
'Halters' bij waaiervleugeligen
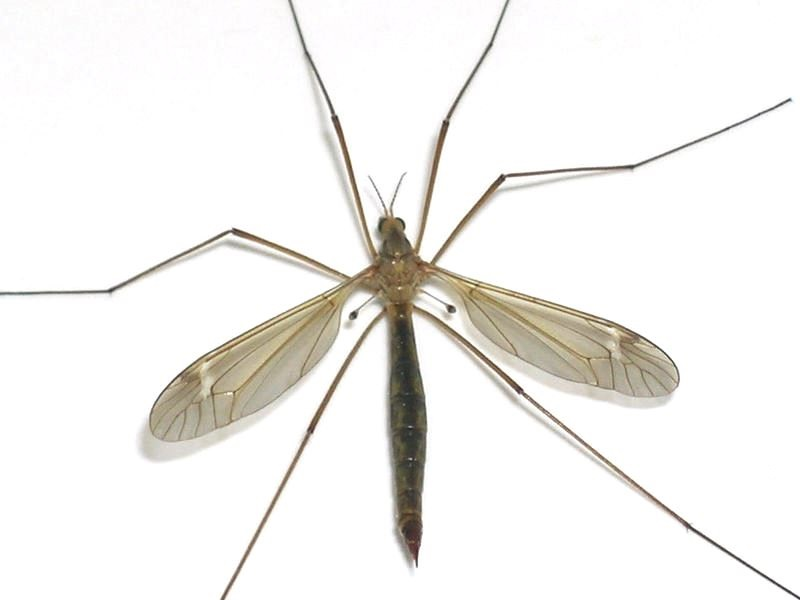
Halters bij de langpootmug